# بخش پالمر، شهرستان واشینگتن، اوهایو
بخش پالمر (به انگلیسی: Palmer Township) یک منطقهٔ مسکونی در ایالات متحده آمریکا است که در شهرستان واشینگتن، اوهایو واقع شده‌است.
 بخش پالمر ۵۸٫۶ کیلومتر مربع مساحت و ۶۲۵ نفر جمعیت دارد و ۲۵۲ متر بالاتر از سطح دریا واقع شده‌است.